# Груди (мини-серија)
Груди је црногорска мини-серија снимана током 2017 године. Премијерно је емитована на првом каналу РТЦГ крајем 2018. године.
Toком марта 2019. серија се у Србији премијерно емитовала на РТС 1.

## Радња
Радња серије смештена је у Никшић.
Ликови су припадници средње класе, интелектуалци, неостварени и шармантни антијунаци, родитељи и они који покушавају да се остваре као родитељи. Једна од кључних тема је борба против канцера дојке.
Тема приче је генерацијско, гимназијско пријатељство, а драмски разлог болест, тако да се скреће пажња на врлине и мане савременог друштва: темпо живота, трка за афирмисањем, опстанак, пријатељство, подршка, генерацијски сукоб и жеља за бољим животом
Ана, Зорка и Јелена сусрећу се у родном граду на годишњици 25 година од матуре.
Њих три живе у три државе настале распадом Југославије и све имају различите, али важне проблеме са грудима.
Фуки, њихов шармантни и деликвенцији склон школски друг, са све 3 другарице има и још понешто.
Три дана, током којих сви они подвлаче црту и рачунају са још увек безбројним непознатима, промениће им животе.
Шест месеци касније, један дан, као епилог, показаће крајње резултате на њиховим путевима ка самоостварењу.

## Улоге
| Глумац:           | Улога:        |
| ----------------- | ------------- |
| Дубравка Дракић   | Јелена        |
| Нада Шаргин       | Зорка         |
| Марија Шкаричић   | Ана           |
| Војин Ћетковић    | Фуки          |
| Мира Бањац        | Фукијева баба |
| Предраг Бјелац    | Филип         |
| Јелена Ђукић      | Лаура         |
| Бранимир Поповић  | Горан         |
| Данило Лончаревић | Вид           |
| Милош Пејовић     | Ацо           |
| Бруна Бебић       |               |
| Војо Кривокапић   |               |
| Ана Вучковић      | Ванда         |